# Kedung Pomahan Wetan
Kedung Pomahan Wetan is een bestuurslaag in het regentschap Purworejo van de provincie Midden-Java, Indonesië. Kedung Pomahan Wetan telt 1782 inwoners (volkstelling 2010).